# 請期
请期，又称乞日，近代又叫送日子，即是「择吉日」成婚的意思。”。，是漢字文化圈傳統婚禮三書六禮中六禮之一，即决定迎娶的“吉日良辰」。